# Possagno
Possagno (Posàgn in veneto) è un comune italiano di 2 310 abitanti della provincia di Treviso in Veneto.
Il comune dista circa 50 km dal capoluogo provinciale e 9 da Asolo. È noto soprattutto per aver dato i natali ad Antonio Canova.

## Geografia fisica

### Territorio
Dal punto di vista geografico Possagno si trova circondato dai monti a nord e a sud, mentre nelle altre due direzioni si apre verso i paesi di Cavaso del Tomba e Paderno del Grappa (località Fietta). Si tratta di un piccolo agglomerato di case immerse nel verde in cui spicca il Tempio, posto in alto rispetto al resto del paese, e l'imponente complesso dell'Istituto Cavanis "Canova".
Nonostante il comune si estenda fino alla cima dei monti a nord e a sud, tutto il paese è disegnato attorno alle due strade che lo attraversano da est ad ovest, lasciando il fianco del monte Palon (a nord) ricoperto dalla vegetazione, mentre quello del Pareton (a sud) mostra le conseguenze dell'attività estrattiva della creta dalle sue pendici.

## Origini del nome
Un'ipotesi legherebbe il toponimo Possagno, attestato nel 1079 come Pusagno, al latino *pausaneus "luogo di sosta" (da pausa).

## Storia

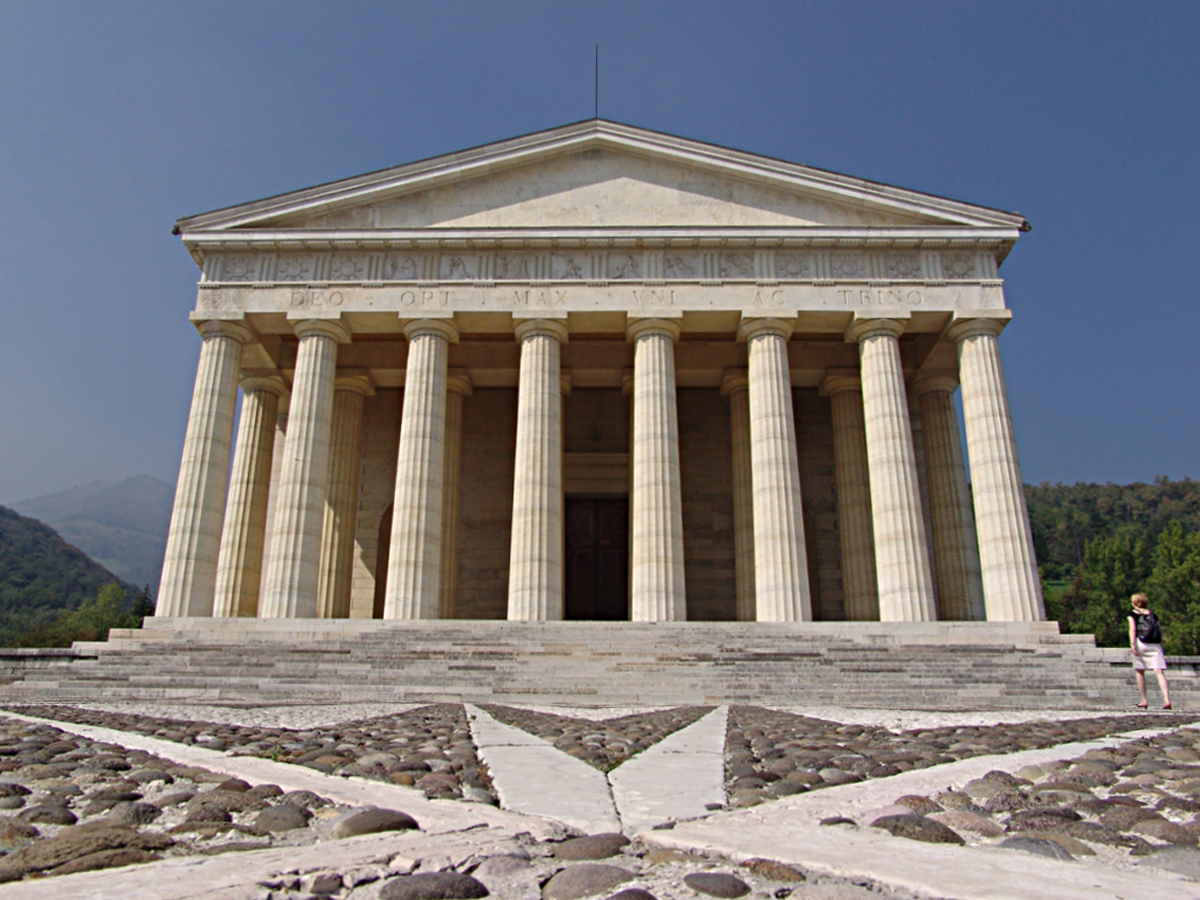
Il Tempio di Canova (frontale)

La civiltà è presente a Possagno e in generale nella Valcavasia almeno dal neolitico o dall'eneolitico. Altri reperti testimoniano riguardano i Paleoveneti, mentre è possibile l'esistenza di un castrum romano e di un castelliere medievale.
La prima citazione scritta è del 1076, quando la località era feudo dei Rover, famiglia di origine germanica. Dopo gli eventi bellici che hanno colpito il Trevigiano tra il XIII e il XIV secolo, dal 1388 anche Possagno è stato incluso tra i domini della Serenissima
Dalla fine del XVIII secolo la storia del comune è legata al celebre nome di Antonio Canova, delle cui opere spicca il Tempio Canoviano, una chiesa progettata dallo scultore ispiratosi al Pantheon di Roma, e dalla Gipsoteca canoviana, raccolta di calchi e gessi presso la casa dell'artista.
Durante la ricostruzione nazionale anche Possagno ha avuto un suo ruolo: nel comune nascono le fornaci che, sfruttando la creta delle colline vicine, riescono a produrre laterizi per tutta Italia, esportando l'80% della loro produzione. Con le fornaci arrivano le risorse economiche, ma Possagno non perde la sua identità di piccolo paese di campagna, in cui ogni piccola contrada ha la sua chiesetta.
È in questo periodo, stimolati dal Monsignor Giovanni Battista Sartori-Canova (1775-1858, vescovo di Mindo e fratellastro del più celebre Antonio di cui ereditò un consistente patrimonio), che i padri Cavanis fondano nel 1857 il loro collegio in Possagno, oggi denominato Istituto Cavanis “Canova”. Destinato inizialmente ai bambini poveri, ad oggi il collegio conta scuola primaria, medie e cinque diversi tipi di scuola superiore.
Nella prima guerra mondiale la linea italiana era nei pressi di Possagno. A sud del monte Palon il 5 novembre 1925 i possagnesi hanno posto una grande croce per ricordare quanti hanno perso la vita durante la guerra: una presenza che da allora sovrasta il paese. Fino ad oggi è possibile rinvenire residui bellici nelle montagne vicine (spesso con l'ausilio di metal detector) e le trincee sono da poco state rese visitabili ai turisti.
Durante la seconda guerra mondiale Possagno ospitò alcune decine di famiglie di profughi ebrei in domicilio coatto dalla vicina Croazia, i quali fraternizzarono con la popolazione locale. Dopo l'8 settembre 1943 e l'occupazione tedesca, l'intero paese si mobilitò a nasconderli e a evitare la deportazione, pur essendo la zona soggetta a rastrellamenti alla ricerca di partigiani. In quest'opera di soccorso agli ebrei si distinsero in particolare, la famiglia Isotton (che tenne nascosti nella propria casa i cinque componenti della famiglia Garti), e Fausto Cunial e il giovane partigiano Alessandro Bastianon (che protessero le famiglie Errera, Rakover e Gredinger). Per questo loro impegno di solidarietà,  l'Istituto Yad Vashem di Gerusalemme ha conferito il 31 maggio 1990 l'alta onorificenza dei Giusti tra le Nazioni a Ferdinando Isotton, Domenica De Biasio Isotton e Elvira Furlan Isotton, e il 4 agosto 1997 a Alessandro Bastianon e Fausto Cunial.

### Simboli
Lo stemma e il gonfalone sono stati concessi con D.P.R. del 13 dicembre 1983.
Il gonfalone è un drappo di giallo.

## Monumenti e luoghi d'interesse
Dal punto di vista turistico Possagno offre, oltre all'imponente Tempio Canoviano, il museo della Gipsoteca canoviana dedicato allo scultore e costruito attorno alla sua casa natale, in cui sono conservati vari bozzetti e gessi delle sue celebri opere oltre a molti suoi quadri. L'ampliamento della gipsoteca fu realizzato dall'architetto Carlo Scarpa.
Nel 2022 si sono celebrati i 200 anni dalla morte di Antonio Canova, avvenuta a Venezia il 13 ottobre 1822, ritenuto il massimo esponente del Neoclassicismo nella scultura e, per questo soprannominato “il nuovo Fidia”.
La macchina organizzativa  prevede mostre e restauri speciali, tra Possagno, città natale di Canova e Bassano del Grappa, che insieme, rappresentano di fatto “il polo canoviano” più importante del mondo..

### Aree naturali
Per gli appassionati di montagna le pendici dei monti che si affacciano su Possagno possono offrire motivi di interesse.

### Siti paleontologici
In località Steggio sono state rinvenute le tracce di un bacino lacustre risalente al periodo villafranchiano superiore, considerato la più antica area paleontologica quaternaria del Nordest. Sono stati individuati i resti di alcuni grandi erbivori, quali Archidiskodon meridionalis, Stephanorhinus etruscus e due cervidi dei generi Eucladoceros e Pseudodama; a questi si aggiungono due micromammiferi, l'uno del genere Mimomys, l'altro Glis minor, e diversi altri reperti faunistici ancora in studio. Le ricerche effettuate suggerirebbero la presenza di una foresta temperata alternata a radure cespugliate e spazi aperti.

## Società

### Evoluzione demografica
Abitanti censiti

### Etnie e minoranze straniere
Al 31 dicembre 2023 gli stranieri residenti nel comune erano 374, ovvero il 16,3% della popolazione. Di seguito sono riportati i gruppi più consistenti
1. Marocco: 97
2. Macedonia del Nord: 87
3. Romania: 42
4. Albania: 35
5. Senegal: 27

## Cultura

### Istruzione
- Istituto Cavanis "Canova": fondato nel 1857 per volere del vescovo Giovanni Battista Sartori, fratello di Antonio Canova, è una delle scuole più antiche e rinomate in Italia e nel territorio. Gestito dalla Congregazione delle scuole di carità (C.S.Ch.), tra i suoi ex allievi si possono annoverare Mario Moretti Polegato, fondatore e CEO di Geox, e la cantante Francesca Michielin, vincitrice della 5ª edizione di X Factor e seconda classificata alla 66ª edizione del Festival di Sanremo.

## Amministrazione

### Sindaci dal 1995
| Periodo del mandato | Periodo del mandato | Primo cittadino      | Partito                      | Carica  |
| ------------------- | ------------------- | -------------------- | ---------------------------- | ------- |
| 23 aprile 1995      | 13 giugno 1999      | Giancarlo Cunial     | Lista civica                 | Sindaco |
| 13 giugno 1999      | 27 maggio 2002      | Ermanna Rossi Zulian | Lista civica                 | Sindaco |
| 27 maggio 2002      | 28 maggio 2007      | Narciso Vardanega    | Centro sinistra              | Sindaco |
| 28 maggio 2007      | 11 giugno 2017      | Gianni De Paoli      | Lista civica Possagno viva   | Sindaco |
| 11 giugno 2017      | in carica           | Valerio Favero       | Lista civica Possagno cambia | Sindaco |